# World Athletics Rankings

I World Athletics Rankings è un sistema di classificazione individuale degli atleti per lo sport dell'atletica leggera, gestito da World Athletics. Viene utilizzato per stabilire le classifiche mondiali e l'atleta numero uno all'interno di un evento di atletica leggera e per determinare parzialmente la qualificazione ai Campionati mondiali di atletica leggera e per l'atletica alle Olimpiadi. 
Le classifiche mondiali di atletica leggera producono sia classifiche degli eventi (per 48 discipline all'aperto) che le classifiche complessive. Le classifiche dei 48 eventi valutano gli atleti che gareggiano in una singola disciplina e classificano gli atleti di tutto il mondo in quella specifica disciplina. La classifica generale confronta gli atleti di tutte le discipline per classificare tutti gli atleti maschi e femmine del mondo.
Le classifiche sono pubblicate settimanalmente da World Athletics il mercoledì. Il presidente di WA Sebastian Coe ha affermato che l'obiettivo di questo sistema è che gli atleti e i fan "abbiano una chiara comprensione della gerarchia delle competizioni, dagli eventi nazionali a quelli di area e fino agli eventi globali, consentendo loro di seguire un percorso logico lungo tutta la stagione fino all'apice del le due principali competizioni di atletica leggera".
Sulla base del lavoro del defunto Dr. Bojidar Spiriev, iniziato nel 1979, e di suo figlio Attila, agli atleti d'élite viene assegnato un "punteggio di classifica" basato sulla media delle loro migliori prestazioni in un periodo di classifica di 12 mesi o di 18 mesi per eventi combinati e eventi di distanza di 10.000 m o più. A ogni prestazione dell'atleta viene assegnato un "punteggio della prestazione" che consiste in un "punteggio del risultato" più un "punteggio del piazzamento" - il punteggio del risultato si basa sul miglior risultato di un atleta nella finale di una competizione ed è calcolato tramite le tabelle dei punteggi di atletica leggera mondiale di atletica leggera (simile al metodo di punteggio del decathlon), mentre il punteggio di piazzamento tiene conto del piazzamento finale dell'atleta all'interno di quella competizione e della categoria della competizione, con più punti di piazzamento assegnati in competizioni più prestigiose e competitive. Alcune modifiche aggiuntive possono essere apportate al punteggio di una performance per tenere conto delle condizioni del vento e del percorso o della data della performance. Un punteggio bonus del record mondiale può essere aggiunto direttamente al punteggio di classifica dell'atleta se un atleta ha eguagliato o infranto un record mondiale entro il periodo di classifica. Le regole di punteggio esatte variano in base all'evento, essendo ampiamente classificate come atletica leggera, eventi combinati di atletica leggera, corsa su strada o marcia.
Sono stati annunciati nel novembre 2017 e originariamente avevano lo scopo di determinare la qualificazione per i Campionati mondiali di atletica leggera 2019, ma dopo il respingimento iniziale la IAAF ha annunciato nel novembre 2018 che avrebbe eseguito il sistema di classifiche nel 2019 come una prova senza influire sulla qualificazione per i Mondiali 2019. Il sistema sarà utilizzato per determinare la qualificazione per le Olimpiadi del 2020. Un sistema di classificazione simile è stato introdotto nel 2003 come parte della serie IAAF World Outdoor Meetings, sebbene queste classifiche siano state utilizzate solo per la qualificazione alla finale mondiale di atletica leggera IAAF di fine stagione piuttosto che per l'accesso alle competizioni internazionali.
Dal 1º gennaio 2023, World Athletics elabora solo i risultati (per tutti i suoi scopi statistici, inclusa la classifica mondiale) che sono stati ottenuti in una competizione elencata nel calendario globale di World Athletics. Questo elenco include anche le competizioni per il permesso nazionale in tutte le discipline che sono state proposte per l'inclusione dalle federazioni affiliate.
In ogni anno, World Athletics elabora più di 1.000.000 di risultati da più di 10.000 competizioni in tutto il mondo che alimentano le classifiche mondiali. A livello globale, ciò significa che in una data settimana ci sono più di 70.000 atleti, che vanno dal livello di élite a quello di club provenienti da tutti e quattro gli angoli del mondo, che hanno un punteggio di classifica valido nei 46 gruppi di eventi di atletica leggera. Man mano che WA sviluppa strumenti e processi per espandere ulteriormente la portata del suo servizio statistico, queste cifre saranno destinate a crescere.

## Ranking per disciplina
- Velocità, mezzofondo e fondo: 100 m, 200 m, 400 m, 800 m, 1 500 m, 5 000 m e 10 000 m.
- Corse con ostacoli: 100 m hs (solo donne), 110 m hs (solo uomini), 400 m hs e 3 000 m siepi
- Salti: alto, asta, lungo e salto triplo
- Lanci: peso, disco, giavellotto e martello
- Prove multiple:	decathlon (uomini) e heptathlon (donne)
- Corse su strada:	maratona e road running (sia mezza maratona o 10 km su strada)
- Marcia: marcia 20 km e marcia 35 km (anche marcia 50 km)